# چوسون-جی
چوسون-جی (به ژاپنی: 中尊寺 Chūson-ji) یک معبد بودایی در شهر هیراایزومی، ایواته در استان ایواته در ژاپن است.